# 脫韁野馬
《脫韁野馬》（英語：On the Loose）是愛爾蘭創作型歌手奈爾·霍蘭的一首歌曲，收錄於其首張錄音室專輯《閃耀瞬間》中。歌曲由霍蘭、約翰·萊恩和朱利安·布內塔創作，其製作則由布內塔完成。2018年2月16日，歌曲的改版釋出。20日，歌曲被派往美國當代流行電台發行為專輯的第4張單曲。2018年3月6日，歌曲的音乐录像带正式推出。

## 背景与发行
2017年5月13日，霍蘭在聖地牙哥為Channel 93.3的Summer Kick Off音樂會表演時首播了這首歌曲。5月29日，他在電視節目《今天》的城市系列音樂會（Citi Concert Series）的結尾首次對歌曲進行現場電視表演。在接受《太陽先驅報》的採訪時，霍蘭表示，這首歌曲導入了佛利伍麥克的風格。他稱：“你能在那（首歌）裡聽到麥克的風格（……）我聽過許多不同類型的歌，但只有他的那些作品一直縈繞著我。”
2018年2月5日，霍蘭透過社交媒體宣佈《脫韁野馬》將成為專輯的第4支單曲。單曲封面由凱勒·馬茨繪製。在封面中，一名女性手拿一顆心，被花朵包圍，這些花朵有一些有眼睛和腿。2月16日，歌曲的改版釋出。20日，歌曲被派往美國當代流行電台發行為單曲。

## 樂評
Idolator的克里絲汀·李寫道，相對於《柔情雙手》，這首歌曲“聽起來像一篇警醒人的故事”。該網站的麥克·瓦斯則指出，歌曲與《柔情雙手》都有著相似的快節奏，相對於他的一些“極簡主義歌曲”更討電台喜歡。

## 音樂錄影帶
歌曲的動畫歌詞錄影帶於2018年2月12日首播。在首播前一天，霍蘭曾發佈一時長20秒的預告片。歌曲的歌詞音樂錄影帶展示了一名女性在一有活動摺篷的汽車上巡遊城市，並勾引多名男性的故事。
2018年3月5日，霍蘭發佈了歌曲正式音樂錄影帶的預告片。次日，歌曲的音乐录像带正式推出。

## 曲目列表
| 數位下載 – 改版 | 數位下載 – 改版                   | 數位下載 – 改版 |
| 曲序            | 曲目                              | 时长            |
| --------------- | --------------------------------- | --------------- |
| 1.              | On the Loose（alternate version） | 2:38            |

## 製作群
製作群資訊取自Tidal。
- 奈爾·霍蘭 – 詞曲創作、人聲、吉他
- 約翰·萊恩 – 詞曲創作
- 朱利安·布內塔 – 詞曲創作、製作、和聲、敲打樂器、錄音工程
- 內森·丹勒 – 原版工程
- 托米·金 – 鍵盤樂器
- 迈克尔·弗莱曼 – 協助混音
- 麥特·張伯倫（英语：Matt Chamberlain） – 鼓
- 馬克·戈登伯格（英语：Mark Goldenberg） – 吉他
- 瓦爾·穆凱倫姆（英语：Val McCallum） – 吉他
- 斯佩克·史滕特（英语：Spike Stent） – 混音

## 榜單
| 榜單（2017年-2018年）                | 最高 排位 |
| ------------------------------------ | --------- |
| 比利时佛兰德（Ultratop五十强单曲榜） | 46        |
| 比利时瓦隆（Ultratip榜外單曲榜）     | 50        |
| 愛爾蘭（愛爾蘭唱片音樂協會）         | 47        |
| 紐西蘭（新西兰唱片音乐协会熱門搜尋） | 3         |
| 瑞典（瑞典最熱榜熱門搜尋）           | 14        |
| 英國（官方榜单公司單曲榜）           | 94        |
| 美國（《告示牌》Adult Pop Airplay）  | 36        |
| 美國（《告示牌》Pop Airplay）        | 28        |

## 發行歷史
| 地區 | 日期          | 形式         | 版本 | 廠牌 | 來源   |
| ---- | ------------- | ------------ | ---- | ---- | ------ |
| 美國 | 2018年2月16日 | 數位下載     | 改版 | 國會 | [ 15 ] |
| 美國 | 2018年2月20日 | 當代流行電台 | 改版 | 國會 | [ 25 ] |

## 外部連結
- YouTube上的官方音樂錄影帶